# Bimini Bon-Boulash
Bimini Bon-Boulash (Great Yarmouth, 12 de maio de 1993) ou simplesmente Bimini, nome artístico de Thomas George Graeme Hibbitts, é uma drag queen, autora, artista musical e modelo inglesa. Como pessoa não-binária, utiliza os pronomes sem género they/them, contudo em drag, a sua persona assume-se como she/her (ela/dela). Tornou-se conhecida por competir na segunda temporada do programa RuPaul's Drag Race UK, tendo obtido o segundo lugar na final.

## Biografia
Em entrevistas, Bimini revelou ter sido criada num ambiente de classe trabalhadora, tendo ingressado na Lynn Grove Academy e posteriormente mudado-se para Londres em 2012 para estudar jornalismo no London College of Communication. Em Londres, descobriu o drag, iniciando a sua carreira como artista em 2017.
Fortemente inspirada pelo espírito dos seus heróis da moda Alexander McQueen, Vivienne Westwood, Iris van Herpen e John Galliano, assim como pela imagem de sex symbols como Marilyn Monroe ou Pamela Anderson, em 2019, já trabalhava a tempo inteiro como artista de performance drag. O seu nome artístico deriva do nome que gostaria de ter tido caso tivesse sido designada mulher ao nascer, e do nome de seu primeiro gato, Bonnie Boulash. Vive em East London.
Em dezembro de 2020, foi anunciada como uma das doze concorrentes da segunda temporada do RuPaul's Drag Race UK. No primeiro episódio, Bimini competiu numa batalha de lipsync contra Joe Black ao som de "Relax" de Frankie Goes to Hollywood, vencendo a prova. Mais tarde, venceu quatro desafios, incluindo a prova Snatch Game, onde interpretou Katie Price, tornando-se na primeira competidora na versão britânica a vencer quatro desafios. Após uma prova final no décimo episódio, Bimini foi nomeada vice-campeã, perdendo apenas para o eventual vencedor Lawrence Chaney.
Em 2021, Bimini fez a sua estreia nas passereles na London Fashion Week ao lado da concorrente Drag Race A'Whora com a Art School London, uma marca de moda sem gênero para a coleção AW21 do designer Eden Loweth, foi fotografada e entrevistada pela revista The Guardian, lançou o seu primeiro single "God Save This Queen" com videoclipe e embarcou numa turnê esgotada no Reino Unido ao lado de A'Whora, Tayce e Lawrence Chaney para a United Kingdolls Tour com o promotor Klub Kids. Em novembro, recebeu o prêmio de Honra de Drag Hero da revista Gay Times, além de ter aparecido como estrela da capa da edição de Honra da revista. Ainda em 2021, Bimini lançou o livro Release the Beast: A Drag Queen's Guide to Life, publicado pela Penguin Books e Viking Books.
Em fevereiro de 2022 embarcou no RuPaul's Drag Race UK: The Official Tour ao lado de todo o elenco da segunda temporada do RuPaul's Drag Race UK, em associação com o World of Wonder e o promotor Voss Events.
Após assinar com a Relentless Records, Bimini escreveu e gravou o seu EP de estreia, When the Party Ends, que foi lançado no verão de 2023, apresentando 6 faixas que homenageiam o seu amor pela música eletrônica dos anos 1990.

## Filmografia

### Televisão
| Ano  | Título                          | Papel         | Canal de Transmissão | Notas                                     | Ref    |
| ---- | ------------------------------- | ------------- | -------------------- | ----------------------------------------- | ------ |
| 2021 | RuPaul's Drag Race Reino Unido  | Concorrente   | BBC Three / BBC One  | Temporada 2 (Vice-campeã e Miss Simpatia) | [ 2 ]  |
| 2021 | Blind Love On First Date Island | Apresentadora | E4                   | Temporada 1                               | [ 16 ] |

### Cinema
| Ano  | Título    | Papel                   | Notas         | Ref    |
| ---- | --------- | ----------------------- | ------------- | ------ |
| 2022 | The House | Police Officer #1 (voz) | Filme Netflix | [ 17 ] |

### Vídeos musicais
| Ano  | Título                    | Artista            | Ref    |
| ---- | ------------------------- | ------------------ | ------ |
| 2020 | Baby (Life Support)       | Madison Beer       | [ 18 ] |
| 2021 | My Head & My Heart        | Ava Max            | [ 19 ] |
| 2021 | My House                  | Jodie Harsh        | [ 20 ] |
| 2021 | Rasputin                  | Majestic x Boney M | [ 21 ] |
| 2021 | Confetti                  | Little Mix         | [ 22 ] |
| 2021 | God Save This Queen       | Bimini             | [ 11 ] |
| 2022 | Tommy's Dream             | Bimini             |        |
| 2022 | Different Kinds of People | Bimini             |        |
| 2023 | Rodeo                     | Bimini             |        |

### Rádio
| Ano  | Título                   | Papel | Notas       | Ref    |
| ---- | ------------------------ | ----- | ----------- | ------ |
| 2021 | Bimini & Dean McCullough |       | Rádio BBC 1 | [ 23 ] |

### Websérie
| Ano  | Título               | Notas               | Ref    |
| ---- | -------------------- | ------------------- | ------ |
| 2021 | YouTube Pride 2021   | Convidada           | [ 24 ] |
| 2021 | Fashion Photo RuView | Anfitriã do DRUK S3 | [ 25 ] |

## Discografia

### EPs
| Título              | Detalhes                                                                                            |
| ------------------- | --------------------------------------------------------------------------------------------------- |
| When the Party Ends | - Lançado: 14 de julho de 2023 - Editora: Relentless Records - Formato: Download digital, streaming |

### Singles

#### Como artista principal
| Ano  | Título                    | Álbum               | Notas |
| ---- | ------------------------- | ------------------- | ----- |
| 2021 | God Save This Queen       | [ 10 ]              |       |
| 2022 | Tommy's Dream             |                     |       |
| 2022 | Different Kinds of People | When the Party Ends |       |
| 2023 | Rodeo                     | When the Party Ends |       |

#### Como artista convidada
| Título                                                                                             | Ano  | Classificação na Tabela de Êxitos | Álbum  |
| Título                                                                                             | Ano  | Reino Unido                       | Álbum  |
| -------------------------------------------------------------------------------------------------- | ---- | --------------------------------- | ------ |
| <i>UK Hun?</i> (among the United Kingdolls)                                                        | 2021 | 27                                | Single |
| A Little Bit of Love (Cast Version) (RuPaul featuring the Cast of RuPaul's Drag Race UK, Series 2) | 2021 |                                   |        |

## Literatura
Autobiografia
- Release the Beast: A Drag Queen's Guide to Life (Penguin, 2021)[29]

## Tournés
| Ano  | Título                                    | Promotor                      | Localização | Ref    |
| ---- | ----------------------------------------- | ----------------------------- | --- | ------ |
| 2021 | United Kingdolls The Tour                 | Klub Kids                     | Torquay, Southampton, Newcastle, Glasgow, Sheffield, Leeds, Cardiff, Liverpool, Manchester, Birmingham e Londres | [ 12 ] |
| 2021 | MODE                                      | Klub Kids                     | Manchester, Cardiff, Londres, Glasgow e Amsterdão | [ 30 ] |
| 2022 | RuPaul's Drag Race UK : The Official Tour | Voss Events / World of Wonder | Ipswich, Oxford, Edimburgo, Glasgow, Newcastle, Nottingham, Bournemouth, Southend, Manchester, Sheffield, Blackpool, Llandudno, Birmingham, Cardiff, Liverpool, Basingstoke, Portsmouth, Plymouth, Londres, Derby, Bristol, Bradford, Aberdeen, Southampton, Stockton, Brighton e Newport | [ 15 ] |
| 2022 | United Kingdolls Tour                     | ITD Events / Klub Kids        | Sydney, Adelaide, Melbourne, Brisbane, Auckland e Wellington | [ 31 ] |

## Prêmios e Nomeações
| Ano  | Cerimônia de premiação                     | Categoria                                              | Trabalho          | Resultados | Ref |
| ---- | ------------------------------------------ | ------------------------------------------------------ | ----------------- | ---------- | --- |
| 2021 | 10º Annual Virgin Atlantic Attitude Awards | The Style Award                                        |                   | Venceu     |     |
| 2021 | Gay Times Honours                          | Drag Hero                                              |                   | Venceu     |     |
| 2022 | British Academy Television Awards de 2022  | Momento imperdível da Virgin TV                        | "UK Hun?"         | Nomeada    |     |
| 2022 | The WOWIE Awards                           | Prêmio de Melhor Livro (Prêmio Reading is Fundamental) | Release the Beast | Nomeada    |     |